# FleXML
 (septembre 2020).
Si vous disposez d'ouvrages ou d'articles de référence ou si vous connaissez des sites web de qualité traitant du thème abordé ici, merci de compléter l'article en donnant les références utiles à sa vérifiabilité et en les liant à la section « Notes et références ».
FleXML est un langage de transformation XML développé à la base par Kristofer Rose. Il permet à un développeur de spécifier des actions en C/C++ et de les associer avec des définitions présentes dans une DTD XML. L'implémentation a été faite en Perl.